# Schlammteufel
Der Schlammteufel (Cryptobranchus alleganiensis) ist die einzige Art der monotypischen Gattung Cryptobranchus. Er ist neben dem Japanischen Riesensalamander (Andrias japonicus) und den vier Riesensalamanderarten in China die sechste rezente Art aus der Familie der Riesensalamander (Cryptobranchidae) und lebt in Nordamerika in großen Fließgewässern mit steinigem Grund.

## Etymologie und Forschungsgeschichte

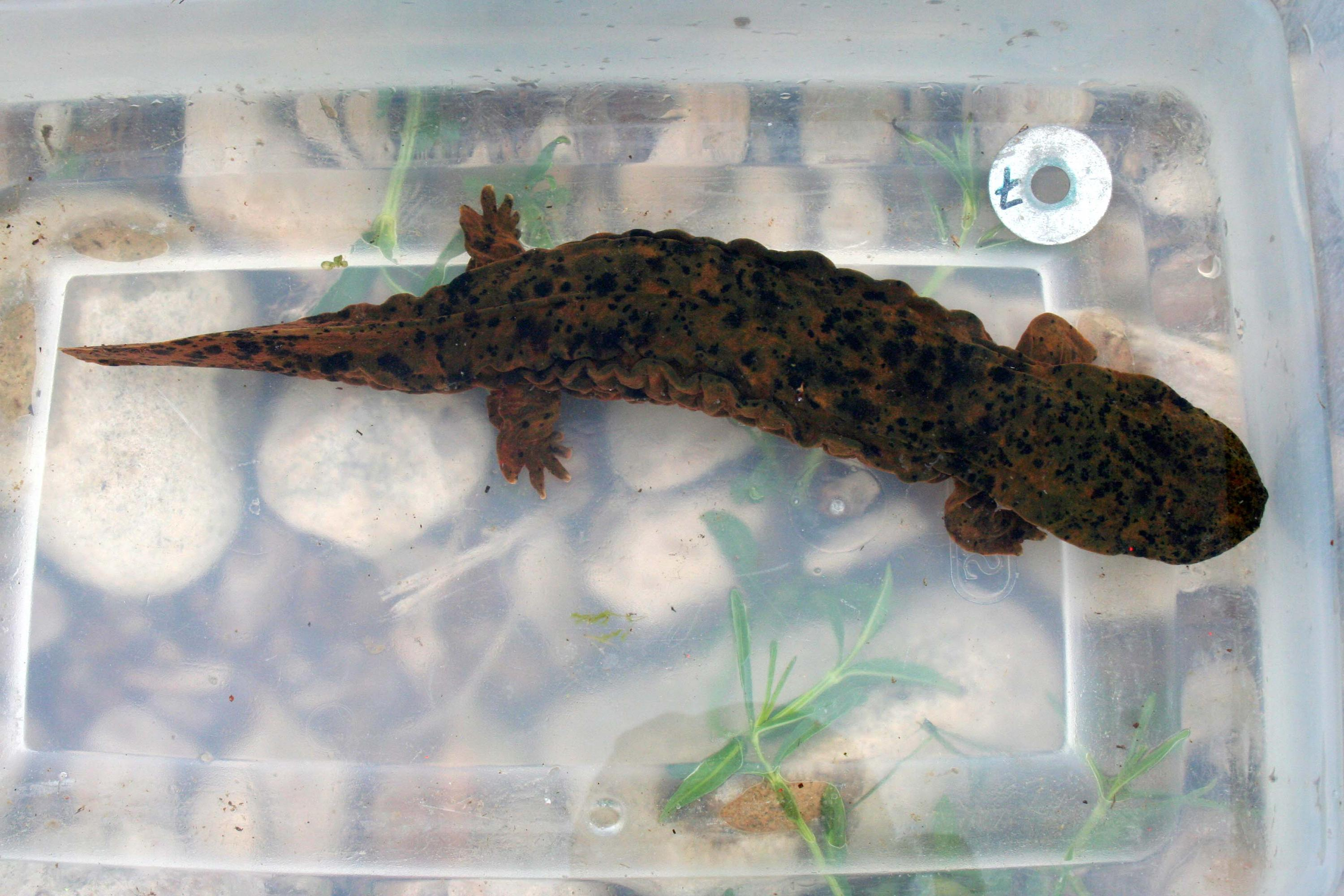
Ozark-Hellbender (Cryptobranchus alleganiensis bishopi)

Der Gattungsname Cryptobranchus setzt sich zusammen aus dem altgriechischen κρυπτός (kryptós): „verborgen“, „geheim“ und βράγχια (bránchia): „Kieme“. Der Artzusatz „alleganiensis“ bezieht sich auf das Typusgebiet in den Allegheny Mountains, wobei sich die in der Erstbeschreibung zuerst verwendete französische Schreibweise als korrekte Artbezeichnung durchgesetzt hat. Der Namensbestandteil „bishopi“ ehrt den US-amerikanischen Herpetologen Sherman C. Bishop.
Im US-amerikanischen Sprachgebrauch existieren zahlreiche Trivialnamen für die Art. Neben dem am häufigsten verwendeten Namen „hellbender“ wird er unter anderem auch als „mud-devil“, „ground-puppy“, „water-dog“, „leverian water newt“, „alligator“, „little alligator“, „Allegheny alligator“, „young alligator“, „alligator of the mountains“, „big water lizard“, „devil dog“ oder „walking catfish“ bezeichnet. Der deutsche Trivialname „Schlammteufel“ ist nach Oken eine wörtliche Übersetzung des englischen „mud-devil“.
Eine erste Abbildung und Beschreibung des Schlammteufels wurde 1801 von Sonnini de Manoncourt und Latreille unter der Bezeichnung „La Salamandre des monts Alléganis“ veröffentlicht. Als offiziell gültige Erstbeschreibung wird jedoch eine zwei Jahre später erschienene Arbeit von François-Marie Daudin gewertet, der die Art als Salamandra alleganiensis bezeichnete. Beide Arbeiten stützten sich auf ein Belegexemplar, das der französische Botaniker und Forschungsreisende André Michaux nach Paris gebracht hatte.
Nachdem er in anderen Schriften, unter verschiedenen Bezeichnungen, bereits darauf hingewiesen hatte, veröffentlichte Benjamin Smith Barton 1814 eine weitere Beschreibung der Art, für die er nunmehr die Bezeichnung Salamandra gigantea vorschlug. Er wusste zwar, dass Michaux ein Exemplar nach Paris gebracht hatte, kannte aber die entsprechenden Beschreibungen der französischen Wissenschaftler nicht. Barton erwähnte zudem einige Trivialnamen, darunter auch „Hell-Bender“, wobei er anmerkte, der Name ginge auf die Sklaven im Westen Virginias zurück, die der Meinung wären, die langsam schlängelnden Bewegungen der Tiere sähen aus, als würden sie Höllenqualen erleiden. Als Namen aus der Sprache der indigenen Bevölkerung führte er „To-ko-meg“ (Chippewa) und „Twechk“ oder „Tweeg“ (Delawarisch) an. Barton bevorzugte offenbar letztere Variante und verwendete sie durchgehend in seiner Arbeit, konnte jedoch keine Angaben zur Etymologie des Begriffes machen.
1821 stellte Friedrich Andreas Sigismund Leuckart Salamandra gigantea als Cryptobranchus salamandroides in die von ihm neu etablierte Gattung Cryptobranchus. Er bezog sich dabei einzig auf Bartons Arbeit. Die Beschreibungen der französischen Wissenschaftler blieben weiterhin unbeachtet. Richard Harlan bezeichnet die Art 1825 zwar als Abranchus alleghaniensis, weist die Herkunft des Artzusatzes jedoch Michaux zu und nicht Daudin. Jan van der Hoeven verwendet 1837 erstmals die Kombination Cryptobranchus alleghaniensis, wenn auch mit veränderter Schreibweise des Artzusatzes. Erst 1917 verwendeten Stejneger und Barbour erstmals die heute übliche Schreibweise und verwiesen auch korrekt auf Daudin als Erstbeschreiber.
1943 wurde von Arnold B. Grobman eine zweite Art der Gattung Cryptobranchus aus den Ozarks als Cryptobranchus bishopi beschrieben. Deren Status als eigenständige Art wurde 1953 allerdings verworfen und die in den Ozarks isoliert lebende Population als zweite Unterart Cryptobranchus alleganiensis bishopi neben Cryptobranchus alleganiensis alleganiensis gewertet. Molekulargenetische Untersuchungen aus dem Jahr 2011 zeigten zwar deutliche Unterschiede zwischen den beiden Unterarten auf, jedoch auch ebenso große Unterschiede zwischen zwei Teilpopulationen von Cryptobranchus alleganiensis bishopi. Eine Reetablierung des „Ozark-Hellbenders“ als eigenständige Art Cryptobranchus bishopi wurde von den Autoren der Studie zwar angedacht jedoch für nicht durchführbar gehalten. Cryptobranchus alleganiensis blieb damit die einzige Art der Gattung.

## Merkmale
Schlammteufel haben, wie alle Vertreter der Riesensalamander, einen sehr flachen Körper und Kopf, kleine Augen ohne Lider, dicke Hautfalten an den Flanken sowie kurze Beine mit vorne vier und hinten fünf Zehen. Der Schwanz ist seitlich abgeflacht und ruderförmig. Die Wirbel sind amphicoel (mit trichterförmigen Einbuchtungen an beiden Enden) und dem Schädelskelett fehlen sowohl das Tränenbein als auch Septomaxilla und Os thyroideum. Die Anordnung der inneren Zahnreihe am Pflugscharbein in Form eines Bogens parallel zur äußeren Zahnreihe der Maxilla ist ein Relikt des Larvenstadiums (Pädomorphie). Lungen sind zwar vorhanden, die Atmung erfolgt jedoch hauptsächlich über die Haut mit ihren dicken Falten an den Flanken.
Der Schlammteufel unterscheidet sich von seinen asiatischen Verwandten der Gattung Andrias insbesondere durch das Beibehalten je einer Kiemenspalte an beiden Nackenseiten.
Angaben zu unterschiedlichen Körpergrößen von Männchen und Weibchen des Schlammteufels sind widersprüchlich. Während einige Autoren die Weibchen in Bezug auf Länge und Körpermasse wesentlich größer finden, zeigen andere Arbeiten keine signifikanten Unterschiede zwischen den Geschlechtern. Das größte bekannte Tier wies eine Gesamtkörperlänge von 74 cm auf, die durchschnittliche Gesamtkörperlänge der adulten Tiere liegt jedoch bei 29–60 cm. Dabei können sie eine Körpermasse von bis zu 1 kg erreichen.

## Unterarten und Verbreitungsgebiete

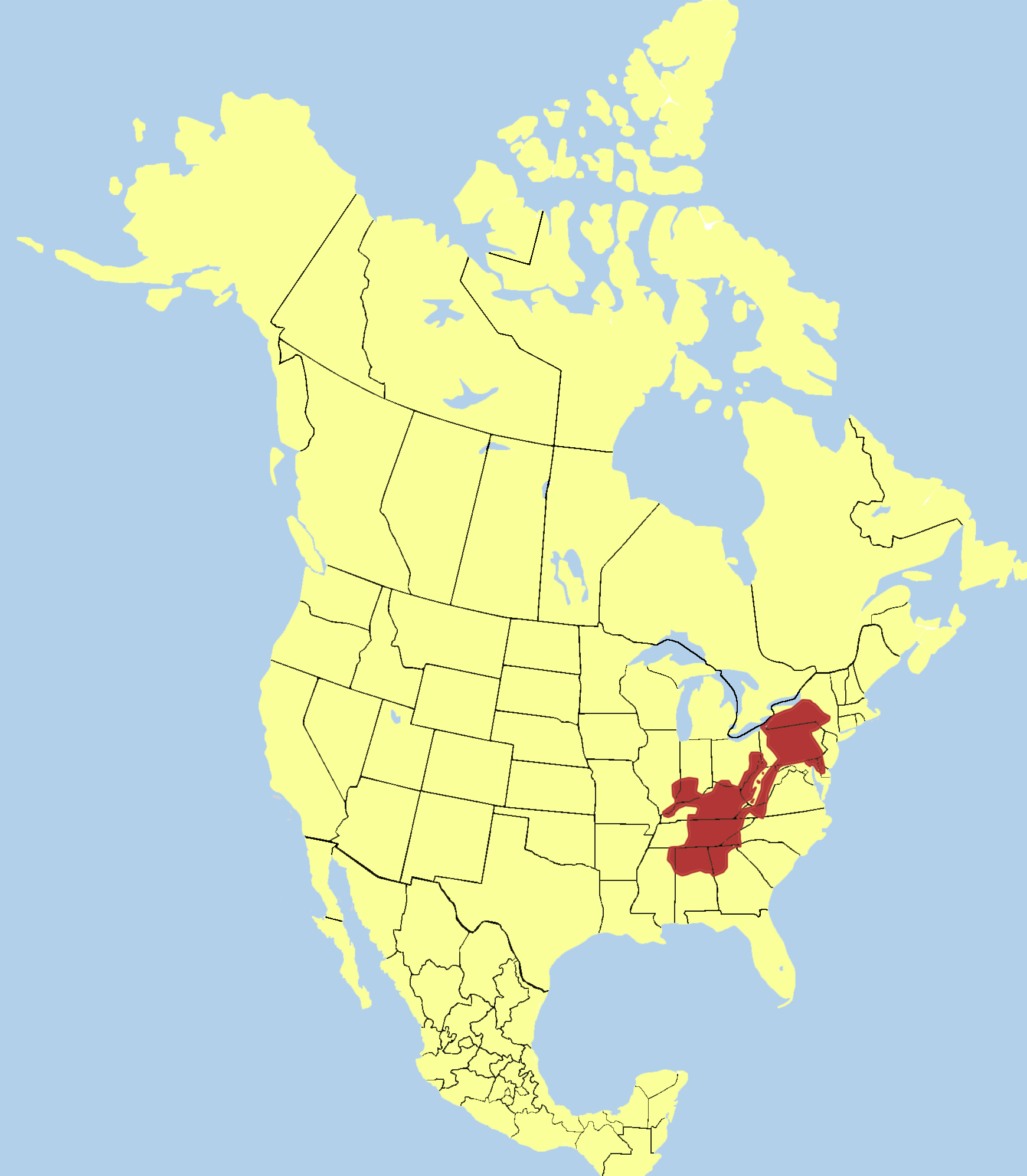
Hauptverbreitungsgebiet des Schlammteufels (die disjunkten Populationen in Missouri und Arkansas sind in dieser Karte nicht dargestellt).

Die beiden Unterarten von Cryptobranchus alleganiensis kommen in zwei voneinander getrennten Verbreitungsgebieten in den östlichen und mittleren USA vor:

### Cryptobranchus alleganiensis alleganiensis
Die Nominatform wird auch als „Eastern Hellbender“ bezeichnet und ist mit einer durchschnittlichen Länge von 45–60 cm die größere der beiden Unterarten. Die Kiemenspalten sind relativ groß, das Seitenlinienorgan weist im Bereich des Beckengürtels warzenartige Erhebungen auf und der Rücken ist eher mit dunklen Punkten besetzt als mit größeren Flecken.
Diese Unterart bewohnt die Flüsse und Bäche im Einzugsgebiet des Ohio und des Tennessee entlang der Appalachen. Das Hauptverbreitungsgebiet erstreckt sich von New York bis Missouri und im Süden bis nach Georgia. Eine disjunkte Population lebt im Osten Zentralmissouris in Fließgewässern im Einzugsgebiet des Missouri und des Meramec, die das Gebiet nach Norden hin entwässern.

### Cryptobranchus alleganiensis bishopi
Der „Ozark-Hellbender“ bleibt mit einer durchschnittlichen Länge von 29–57 cm etwas kleiner als der „Eastern Hellbender“. Er unterscheidet sich vom „Eastern Hellbender“ durch die kleineren Kiemenspalten, eine glattere Seitenlinie im Beckenbereich und deutliche dunkle Flecken am Rücken.
Diese Unterart bildet eine disjunkte Population im Bereich des Ozark-Plateaus im Süden von Missouri und im Nordosten von Arkansas. Sie lebt ausschließlich im Einzugsgebiet des White Rivers, der das Gebiet nach Süden hin entwässert.

## Lebensweise
Schlammteufel leben vollständig aquatisch und sind überwiegend nachtaktiv, obwohl, insbesondere bei Cryptobranchus alleganiensis alleganiensis, häufig auch Aktivität tagsüber festgestellt wurde. Wie alle adulten Vertreter der Riesensalamander zeigen sie ein ausgeprägtes Territorialverhalten, wobei die Reviere der Weibchen in der Regel kleiner sind als die der Männchen. Vor allem während der Paarungszeit werden die Reviere in zum Teil heftigen Kämpfen, die nicht selten zu Verletzungen führen, gegen Artgenossen verteidigt.
Die durchschnittliche Lebenserwartung liegt bei etwa 20–30 Jahren.

### Habitat
Als Lebensraum bevorzugen sie kühle, rasch fließende, oligotrophe Gewässer mit steinigem Grund in Höhenlagen von bis zu 750 m über dem Meeresspiegel.

### Ernährung
Schlammteufel sind, wie alle Vertreter der Riesensalamander, hauptsächlich Lauerjäger, die ihre Beute durch Saugschnappen erlegen. Ihre bevorzugte Beute sind Flusskrebse. In Gebieten wo diese selten sind, fressen sie auch Neunaugen, kleine Fische, Insekten, Würmer, Schnecken oder Kaulquappen und Fischlaich. Auch Aas wird nicht verschmäht und glaubhafte Berichte über Kannibalismus liegen ebenfalls vor. Der Nahrungsbedarf ist in Relation zur Körpergröße jedoch gering.

### Fortpflanzung
Schlammteufel erreichen die Geschlechtsreife im Alter von vier bis sechs Jahren, bei einer Gesamtlänge von etwa 40 cm. Die Paarungszeit beginnt im September bis Oktober, kann sich aber je nach Unterart und Population auch bis in den Dezember oder Januar verschieben.
Zu Beginn der Paarungszeit legen die Männchen, meist unter großen Steinen, flache Nistmulden an und präsentieren sich vor diesen den paarungsbereiten Weibchen. Die Weibchen legen Schnüre mit 200 bis 550 Eiern mit einem Durchmesser von etwa 6,5 mm in der Grube ab. Die Befruchtung erfolgt, wie bei allen Riesensalamandern, extern. Zuweilen kommt es vor, dass mehrere Weibchen ihre Eier in der Nistmulde des gleichen Männchens ablegen, so dass Gelege mit bis zu über 2000 Eiern entstehen können. Der Laich wird von den Männchen bewacht, durch Schwanzschläge mit sauerstoffreichem Wasser versorgt und gegen kannibalistische Artgenossen verteidigt.
Die Larven schlüpfen, je nach Wassertemperatur, nach etwa zwei bis drei Monaten mit einer Körperlänge von rund 2,5 cm. Erst im Alter von etwa 1,5–2 Jahren, bei einer Gesamtkörperlänge von 10–13 cm, haben sich die externen Kiemenbüschel der Larven vollständig zurückgebildet.

## Gefährdung
In den USA wird die Unterart Cryptobranchus alleganiensis bishopi im Sinne des Endangered Species Act seit 2011 als „endangered“ („gefährdet“) gelistet und die Unterart Cryptobranchus alleganiensis alleganiensis wird seit 2013 als Kandidat für die Einstufung „threatened“ („bedroht“) geführt. Von der IUCN wird die Art als „Near Threatened“ eingestuft, da ein Rückgang der Populationen zu verzeichnen ist.